# Kystartilleriforeningen
Kystartilleriforeningen er en dansk dokumentarfilm fra 1917 med ukendt instruktør.

## Handling
Medlemmer af Kystartilleriets L soldaterforening, KAF, forsamlet til parade på Kastellet. Honnør for fanen. Der afsejles fra havnen, sandsynligvis for at besøge et søfort. Opstilling til fotografering i Kastellet. Enkeltportrætter af medlemmer. March gennem byen, forbi soldaterhjem, med musik i spidsen. Indvielse af ny fane på pladsen foran kirken i Kastellet. Soldatersangkor. Fanemarch. Hæren.